# Alfred Pascual i Benigani
Alfred Pascual i Benigani (Barcelona, 1902 - Londres, 1995) va ésser un dibuixant humorista de formació doblement autodidacta, ja que, de fet, no anà mai a escola ni a cap acadèmia de dibuix.
En tornar del servei militar a Àfrica, començà a dibuixar al setmanari Papitu, veritable trampolí que l'impulsaria a col·laborar a diversos diaris i revistes com Las Noticias (on el 1930 publicava un acudit diari), Treball, Xut!, L'Opinió i Mirador.
Decorà els cabarets barcelonins Café Catalán i La Buena Sombra, així com el restaurant Bon Temps.
Feu també comèdia i cabaret amb el famós Alady, i arribà a ser president del sindicat de dibuixants.
En acabar-se la darrera Guerra Civil espanyola, s'exilià a Anglaterra on continuà la seua tasca com a il·lustrador a la revista Liliput, com a dibuixant publicista per a la marca de cervesa Guinness, els ferrocarrils britànics, autor de nombroses felicitacions de nadal i dissenyador de joguines.